# April Tacey
April Tacey, née le 12 octobre 2004 à Leicester, est une coureuse cycliste professionnelle britannique.

## Biographie
À l'issue de ses saisons juniors, April Tacey ne décroche pas de contrat dans le peloton professionnel pour la saison 2019. Elle court alors sous les couleurs de l'équipe amateur Brother UK-Fusion RT.
Elle se fracture le genou à la fin de l'année 2019. Elle avait, cependant, signé un contrat avec l'équipe continentale Drops pour la saison 2020. Contrainte à une longue convalescence, qui plus est en période de pandémie de covid-19, elle s'oriente vers le cyclisme virtuel. En juillet, elle remporte la 1re et la 4e étape du Tour de France virtuel organisé par la plateforme Zwift,. À la fin de la saison, elle est élue cycliste virtuelle de l'année.
En 2023, toujours avec la même équipe, devenue Lifeplus Wahoo, elle participe à son premier Grand tour, le Tour de France Femmes 2023, qu'elle termine en 116e position.
Pour la saison 2024, elle rejoint l'équipe Team Coop-Repsol.
En 2025, elle signe son premier succès professionnel en remportant l'Omloop der Kempen Ladies,.

## Palmarès sur route

### Par années
- 2025
  - Omloop der Kempen Ladies

### Résultats sur les grands tours

#### Tour de France
1 participation :
- 2023 : 116e

### Classements mondiaux
| Année                                 | 2021 | 2022 | 2023 | 2024 |
| ------------------------------------- | ---- | ---- | ---- | ---- |
| Classement UCI                        | 426e | nc   | 530e | 637e |
| UCI World Tour                        | nc   | nc   | 270e | 205e |
|                                       |      |      |      |      |
| Légende : nc = non classéSource : UCI |      |      |      |      |